# Ba'al Hammon
Baʿal Hammon, Baal Hammon, Baal Hammom, Ba'al Khamon ou Baal-Ammon (em púnico: lbʻl ḥmn; "governante ou senhor de uma multidão"), por vezes intitulado como "Saturno africano", era a divindade central da religião cartaginesa, deus do céu, das tempestades, do orvalho, da vegetação e da fertilidade da terra, rei dos deuses e consorte ou companheiro masculino de culto da deusa Tanit. Era geralmente representado como um ancião com barba e com cornos de carneiro, o que explica o seu título de "Senhor dos Dois Cornos". Era um dos principais deuses a quem era oferecido o sacrifício molk, que segundo alguns autores greco-romanos incluía sacrifícios de crianças.

## Culto e atributos
O culto de Baʿal Hammon floresceu na colónia fenícia de Cartago, e muito provavelmente foi derivado do culto ao deus Baal em Tiro. Ambos não podem ser considerados totalmente iguais, uma vez que a variante de Tiro não é vista como uma divindade central. Académicos modernos identificaram Baʿal Hammon em várias ocasiões com os deuses semíticos do noroeste El e Dagom. Devido à sua posição de destaque em Cartago, uma analogia sólida pode ser traçada entre Baʿal Hammon e o principal deus do panteão cananeu, El, enquanto a associação com a fertilidade levou o orientalista belga Edward Lipinski a aproximá-lo do deus Dagom, também relacionado à fertilidade na antiga religião cananeia. Acredita-se que a sua supremacia entre os deuses cartagineses  data do século V a.C., depois das relações entre Tiro e Cartago terem sido quebradas depois da derrota púnica em Hímera.
Em Cartago e no resto de Norte de África, Baʿal Hammon era especialmente associado com o carneiro e era também adorado como Baʿal Qarnaim ("Senhor dos Dois Cornos") num santuário ao ar livre em Jebel Bu Kornein ("monte dos dois cornos"), na baía de Cartago. No passado, alguns autores identificaram Baʿal Hammon a Baʿal Melcarte, uma divindade tutelar de Tiro com características completamente distintas de Baʿal Hammon, pelo que essa hipótese é atualmente considerada pouco provável.[carece de fontes?]
Os autores gregos antigos identificaram Baʿal Hammon com o titã Cronos. Para os romanos, ele era identificado com Saturno e o intercâmbio cultural entre Roma e Cartago resultante da Segunda Guerra Púnica pode ter influenciado o desenvolvimento da Saturnália, um grande festival religioso romano.
No século XIX, quando Ernest Renan escavou as ruínas de Hammon (Ḥammon), atualmente chamada Umm al-‘Awamid, situada entre Tiro e Acre, ele descobriu duas inscrições fenícias dedicadas a El-Hammon. Dado que El era normalmente identificado com Cronos, como o era também Ba‘al Hammon, é possível que fossem equiparados. Mais usual é a ligação com o hebreu/fenício ḥammān "braseiro", que está na origem da identificação como uma divindade solar. Não obstante, para Yigael Yadin, Hamon era um deus lunar.[carece de fontes?]
As fontes greco-romanas relatam que os cartagineses queimavam os seus filhos em sacrifício a Baʿal Hammon. Os atributos da sua forma romanizada como Saturno Africano indicam que Hammon era um deus da fertilidade.
A partir do século V a.C., o culto de Baʿal Hammon e de Melcarte em Cartago viria a ser eclipsado pelo culto a Tanit, cujo símbolo viria a ser encontrado por arqueólogos em inscrições, mosaicos, cerâmica e estelas, dando a ideia que ela se tornou a divindade mais reverenciada na cidade. Não obstante, o principal título de Tanit continuaria a ser o de "Tanit, face de Baal” (Tnt pn B’l em púnico), atestando pela continuada importância de Baʿal Hammon ainda que em segundo plano.[carece de fontes?]

## Etimologia
O termo púnico lbʻl (Baal) pode ser traduzido como "senhor" ou "governante". Diversas divindades cananeias e fenícias possuem Baʿal como epíteto, mas isso não pode ser usado como evidência de relação entre elas. Já a palavra ḥmn (hammon) pode ser traduzida como "multidão", apesar de também ser muito usual a ligação com o hebreu/fenício ḥammān "braseiro", que está na origem da identificação como uma divindade solar.
Frank Moore Cross defendia uma ligação com Khamōn, o nome ugarita e acádio do monte Amano, a grande montanha que separa a Síria da Cilícia, baseando-se na existência de uma descrição ugarita de El como um deus do monte Amano.[carece de fontes?]

## Toponímia
Baʿal-Hamon, por vezes também escrito Baʿal-Hammon, Baʿal Khamon ou  Baal-Ammon, é um lugar mencionado no Cântico dos Cânticos 8:11 como o local de uma vinha muito produtiva pertencente a Salomão. A vinha estava a cargo de tenentes, cada um deles encarregado de pagar ao rei mil siclos de prata. Supõe-se que esse local é o mesmo que Baal-gad e Hammon mencionados na tribo de Aser (Livro de Josué 19:28). Outros identificam-no com Belamão (Belamon), na Palestina Central, perto de Dotã. Não se sabe a relação entre esses locais e o deus Baʿal Hammon, ou mesmo se essa relação existe. Para alguns estudiosos, o Baal-Ammon bíblico não deve ser encarado literalmente como um local físico, mas como uma representação figurativa da riqueza dos territórios governados por Salomão e uma metáfora que coloca Salomão como "Senhor de uma multidão" (lbʻl ḥmn).[carece de fontes?]

## Sacrifícios humanos
Diversas fontes greco-romanas relatam que os cartagineses sacrificavam pelo fogo os seus filhos a Baʿal Hammon, no ritual conhecido como molk em santuários chamados tofetes com dedicatórias a Baʿal Hammon e outros deuses em busca dos seu favores ou como resposta a uma prece atendida, petição ou promessa. Os autores gregos descreviam a prática mais como excentricidade do que como horror, apontando para a banalidade do fato. Além disso, há mais de 25 referências no Antigo Testamento a sacrifícios infantis no Levante da Idade do Ferro, além de outras referências do Médio Oriente que dão uma indicação clara do contexto duma prática que a presença de santuários no Ocidente sugere ter sido ainda mais ritualizada no contexto colonial. No século III a.C. Clitarco afirma sem mais nenhum comentário que «por reverência para Cronos, os fenícios, especialmente os cartagineses, quando querem obter algum grande favor, prometem uma das suas crianças, queimando-a como sacrifício para a divindade se estiverem ávidos de obter sucesso».[carece de fontes?]
Um estudo publicado na revista de arqueologia Antiquity em 2010 reforça a ideia de que os tofetes serviriam para o sacrifício humano. Outro artigo publicado na mesma revista em 2012 por outros autores originou um debate sobre a prática de sacrifícios em Cartago ou, mais especificamente, sobre a interpretação de que o nível de mineralização alteraria a taxa de encolhimento dos dentes estudados nos sítios arqueológicos, alterando assim a presumida idade dos ossos encontrados e levando a crer que pertencessem a crianças natimortas, portanto refutando a ideia de sacrifício humano nos tofetes. Contudo, dois artigos de 2013 questionam a metodologia utilizada e defendem a interpretação sob uma ótica  historiográfica e arqueológica.[carece de fontes?]